# Kostel svatého Martina (Krnov)
Kostel svatého Martina se nachází v Krnově na Náměstí Osvobození. Kostel je kulturní památkou zapsanou od roku 1958. Byl postaven ve 13. století. Slouží jako farní kostel římskokatolickým věřícím.

## Historie
Stavba samotného kostela byla započata před rokem 1281, kdy je v písemných pramenech zmíněn patronát nad kostelem Řádem německých rytířů. Účel jeho vzniku byl nejspíše knížecí fundace a jednalo se stavbu v gotickém slohu. V roce 1399 věnovalo město Krnov finanční obnos na údržbu a výzdobu. Původní stavba byla dřevěná, až na přelomu 14. a 15. století byl vystavěn kostel z kamene a cihel. Nejprve vznikla hlavní loď kostela v gotickém slohu, následně se přistavěly boční lodě. Kostel měl prvně jen jednu věž (jižní, pravou), druhá věž byla postavena Thomasem Stegmannem a Benediktem Sorgenfreyem až v roce 1554 i s ochozem, říkalo se jí „městská věž“, protože sloužila městskému věžnému k jeho obchůzkám - městská hláska. Současně byla dostavěna v 16. století kaple sv. Kříže a sakristie s oratoří v patře. V roce 1779 postihl Krnov velký požár, který způsobil značné škody na kostele a došlo k jeho přestavbě v barokním slohu, kterou provedl stavitel Jindřich Haucke. Při opravě v roce 1967 byly v podzemí kostela objeveny 2 krypty s ostatky významných osobností.

## Popis

### Exteriér
Kostel je tvořen bazilikální trojlodní stavbou s dominantním dvouvěžovým průčelím a polygonálně ukončeným kněžištěm. Loď a presbytář má sedlovou střechu. Obě průčelní věže jsou ve spodních částech hranolové a obě ve vyšších částech přecházejí v osmiboké nástavby, každá však v jiné úrovni. V blízkosti kostela stál původně hřbitov, který byl zrušen a čtyři renesanční náhrobky byly zabudované na vnější stěnu kostela. V blízkosti kostela je umístěn mariánský sloup se sochou Panny Marie Immaculaty pocházející z 18. století.

### Interiér
Interiér kostela byl po požáru přestavěn v duchu baroka, jádro kostela si zachovalo prvky gotiky, a také část kostela má původní renesanční prvky. Vnitřní výzdoba je doplněna obrazy neznámých autorů. V kapli je pochován významný krnovský lékař Kryštof Bilický z Bilic. V roce 1904 byly kostele instalovány varhany firmy Rieger z Krnova. Vitráže po stranách hlavního oltáře z roku 1987 jsou dílem Jana Jemelky.

### Zvon
Zvon v kostele je uložen v podvěží kostela. Ulitý byl v roce 1506 neznámým zvonařem. Původně tento zvon visel v kostele v obci Pelhřimovy. V roce 1942 byl zrekvírován pro válečné účely. V roce 1947 byl přidělen do Krnova. Jeho čepec nese jednořádkový nápis umístěný mezi dvěma ztrojenými plastickými linkami. Slova nápisu jsou oddělena liliemi: ave *1 maria * gratia * plena * dominus * tecum * benedictus 1506. Odhadovaná váha zvonu je kolem 120 kg.

## Galerie

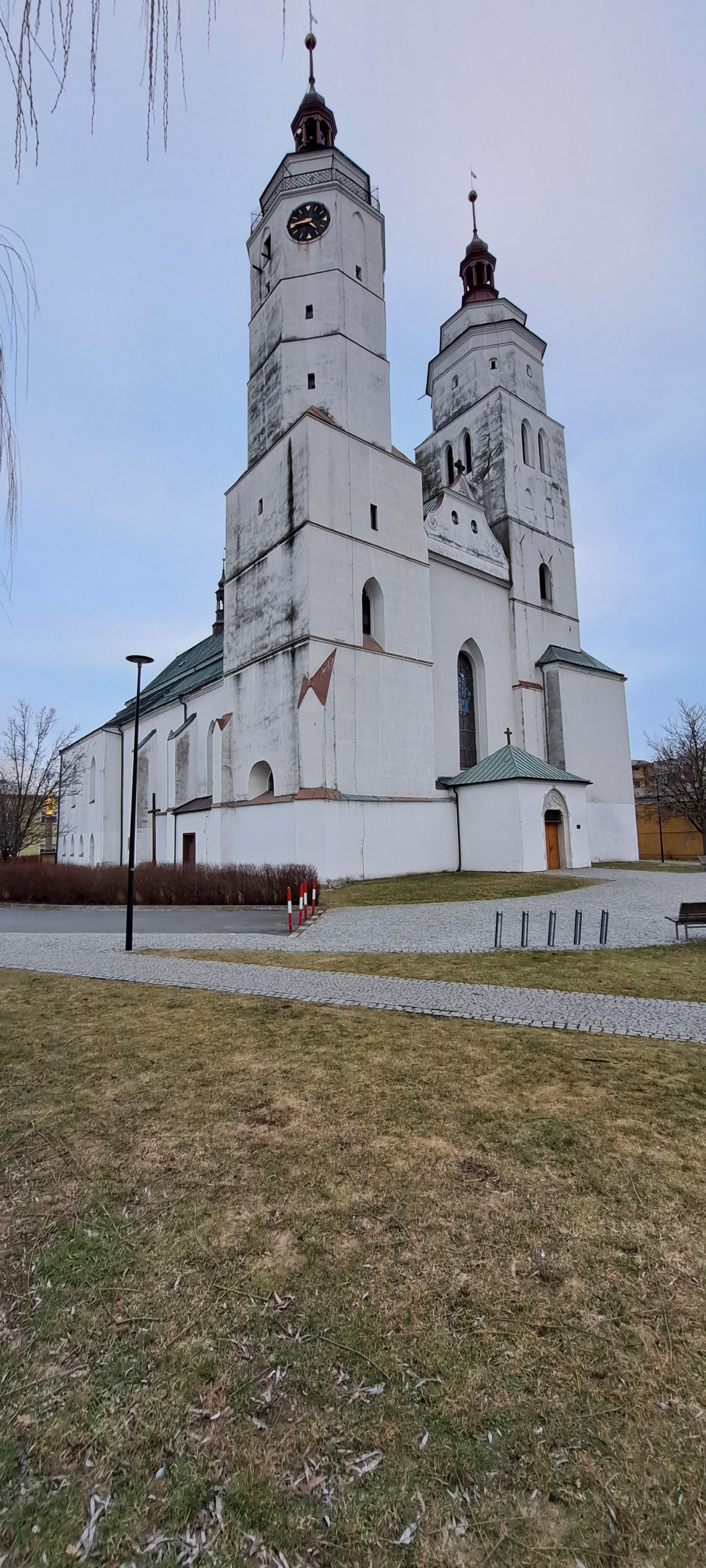
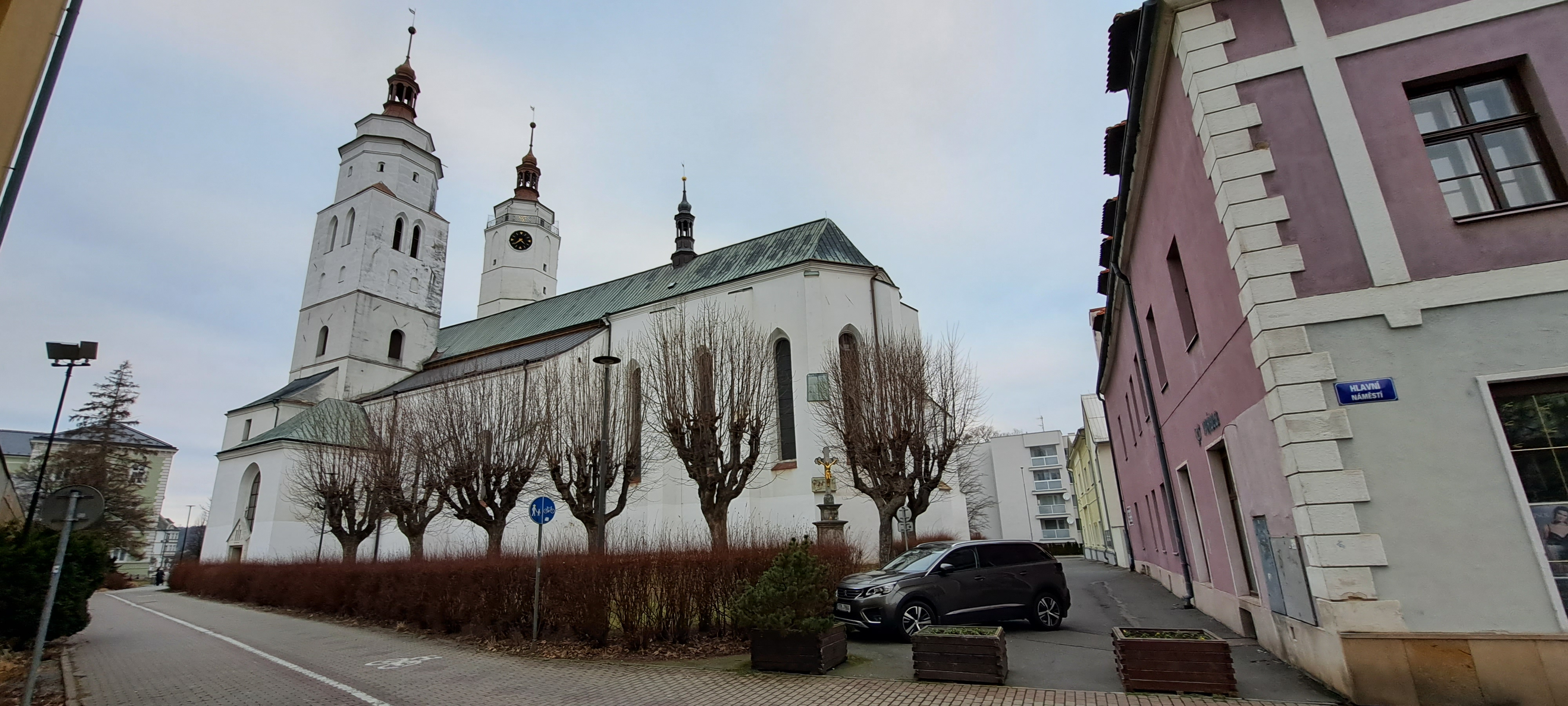
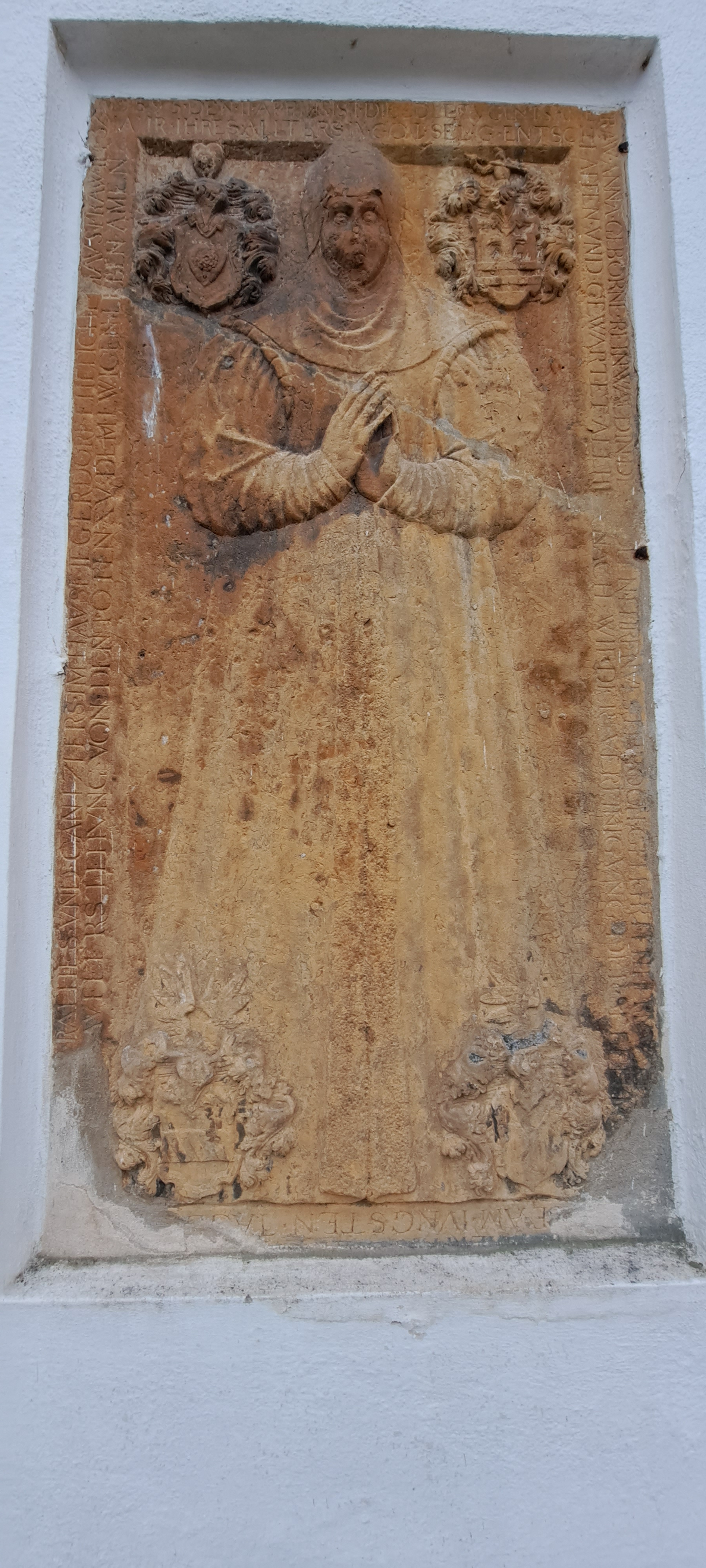
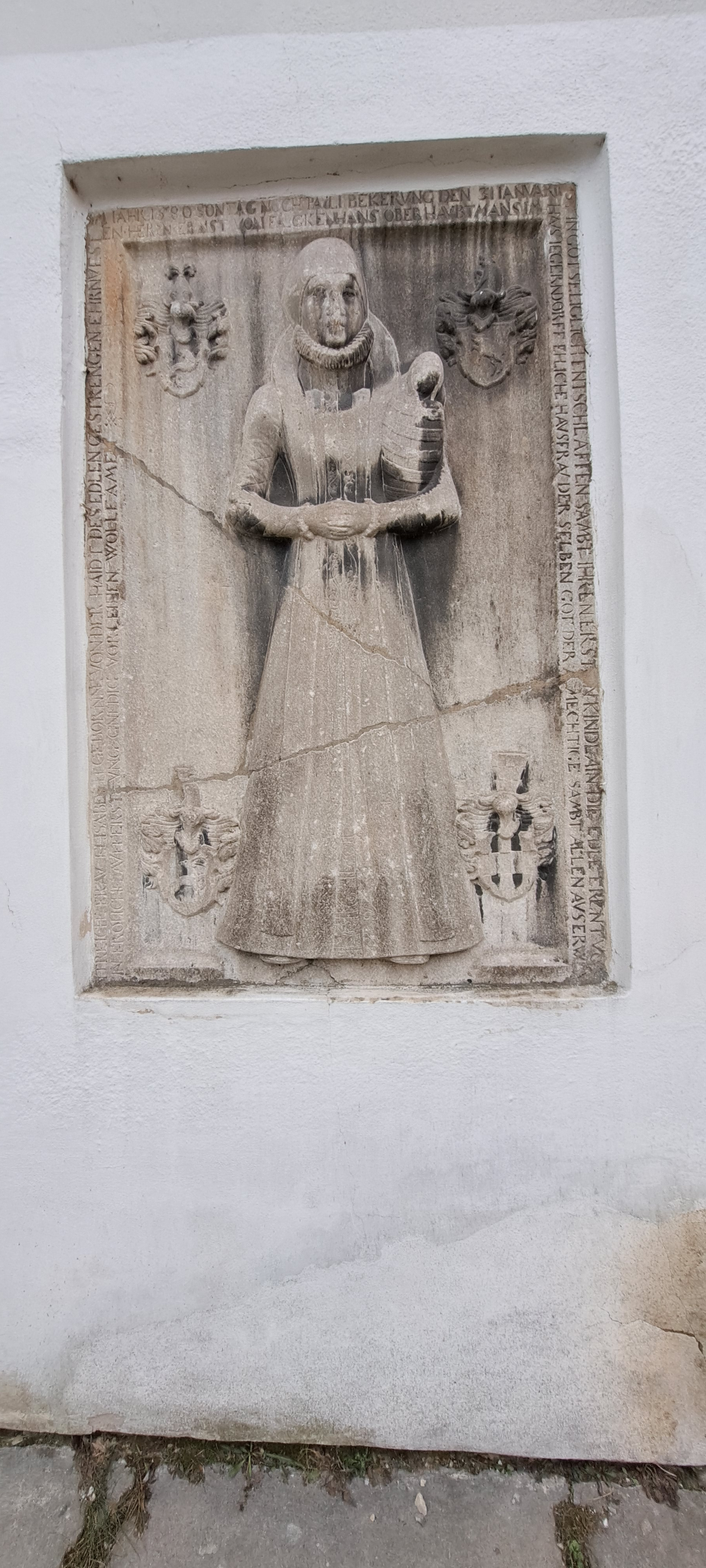
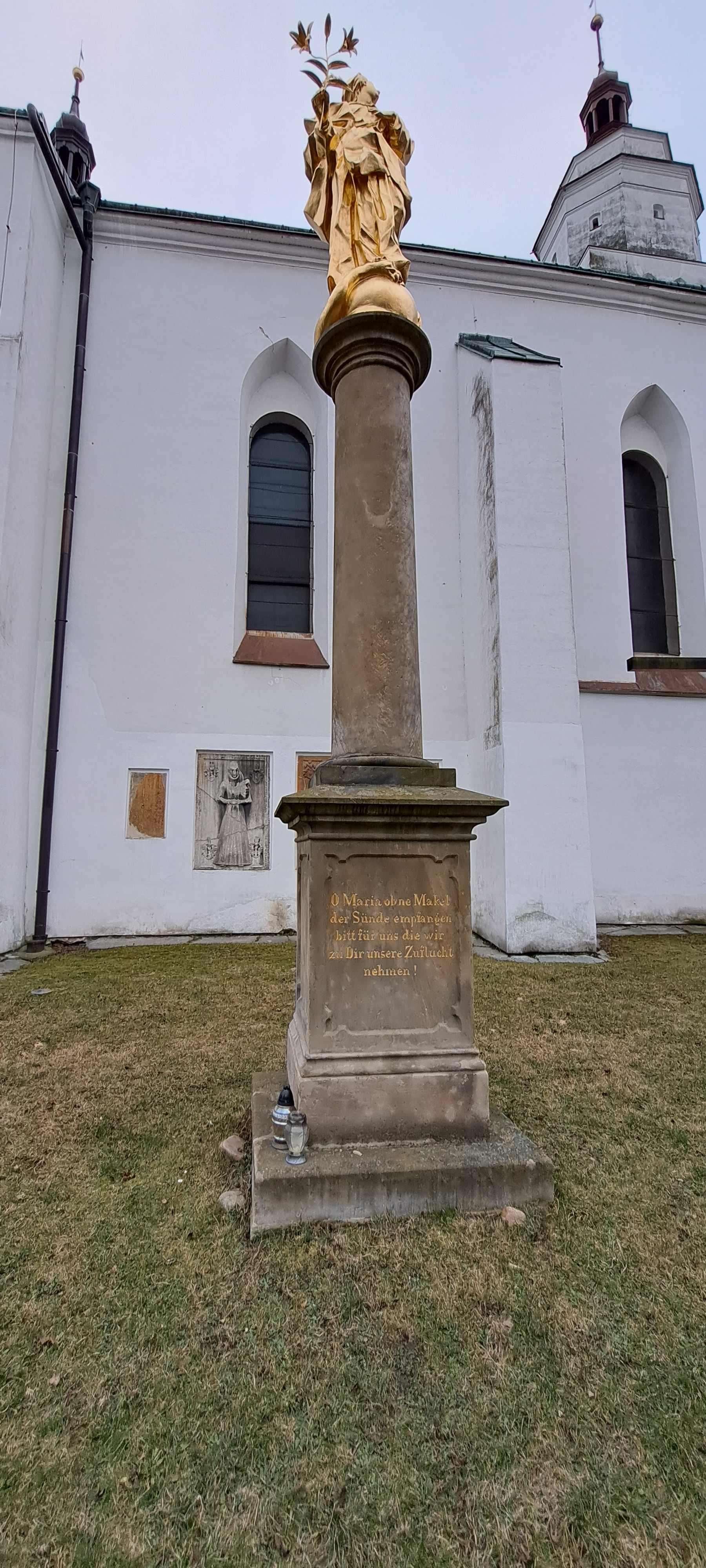
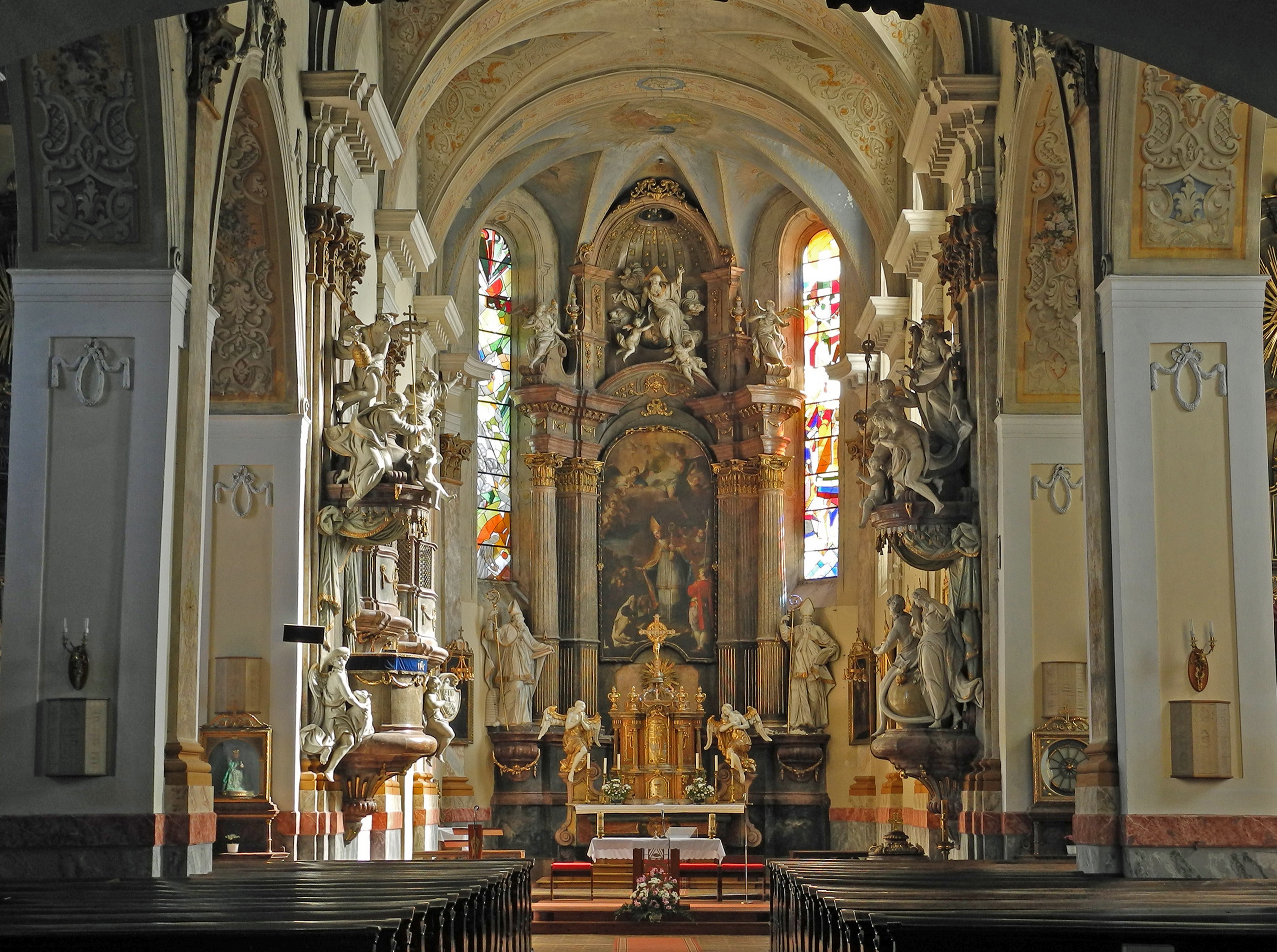